# Новокуручево
Новокуручево (баш. Яңы Ҡорос) — село в Бакалинском районе Республики Башкортостан Российской Федерации. Входит в состав Старокуручевского сельсовета. 

## География

### Географическое положение
Расстояние до:
- районного центра (Бакалы): 25 км,
- центра сельсовета (Старокуручево): 8 км,
- ближайшей ж/д станции (Туймазы): 101 км.

## Население
| 2002 | 2009 | 2010 |
| ---- | ---- | ---- |
| 112  | ↘92  | ↘72  |

Согласно переписи 2002 года, преобладающие национальности —  башкиры (56 %), татары (44 %).